# 鳥取シネマ
鳥取シネマ（とっとりシネマ・Tottori Cinema）は、鳥取県鳥取市にある日本の映画館。2022年（令和4年）現在、鳥取市内に唯一残る映画館である。

## データ
- 所在地：鳥取県鳥取市栄町606号 まるもビル内[1]
- 観客定員数
  - スクリーン1（3階）：208席[1]
  - スクリーン2（4階）：208席[1]

## 歴史・概要
1949年（昭和24年）12月、鳥取市東品治町113-7に「富士館」として設立・開業する。当初から主に東映の作品を上映していたせいか、1955年（昭和30年）6月には館名を「鳥取東映劇場」と改称する。この年の時点では、鳥取市内の映画館は当館と世界館、末広映画劇場、スバル座、松竹座の5館しかなかった。
1978年（昭和53年）9月から休館して建て替え工事に入り、1979年（昭和54年）7月29日、鳥取東映劇場跡地に地上6階建ての「まるもビル」が新築開業（設計：白兎建築事務所、施工：熊谷組）。同ビルの3階に鳥取東映劇場、4階に東映パラスが入居し新たなスタートを切った。1990年代後半には館名を「鳥取東映シネマ1・2」に統一したが、2000年代に入って、同市南吉方で「シネマスポット フェイドイン」を運営していた「有限会社世界館」に事業譲渡され、東映の直営館からフリー館に転向する。
2006年（平成18年）10月29日、1914年（大正3年）に設立した世界館の系譜を受け継ぎ92年間続いた「シネマスポット フェイドイン」が閉館。世界館は同市内における映画興行を鳥取シネマに集約し現在に至る。
2009年（平成21年）2月15日には『泣きたいときのクスリ』（福島三郎監督）上映時に、出演した女優の佐津川愛美と北浦愛が舞台挨拶で来館。2012年（平成24年）11月10日には、鳥取市出身の谷口ジローの漫画を映画化した『遥かな町へ』（サム・ガルバルスキ監督）の上映会が行われ。谷口自身もトークショーで来館した。同年12月8日には、鳥取県を舞台とした映画『落秋』（西本信也監督）の上映会が行われ、出演した女優の秋山実希と桑原麻紀が舞台挨拶を行っている。
2020年（令和2年）は新型コロナウイルス感染症流行の影響により、4月21日から6月18日まで約2か月間長期休業した。